# Bosques caducifolios de Corea Central
Los bosques caducifolios de Corea Central son una ecorregión templada de bosques mixtos y de hoja ancha en la península de Corea, que cubre partes de Corea del Sur y Corea del Norte.

## Geografía
Los bosques caducifolios de Corea Central ocupan la parte central de la península coreana. Limitan al sur con los bosques perennifolios de Corea del Sur y al norte con los bosques mixtos de Manchuria. Montañas bajas y colinas onduladas cubren gran parte de la península, y rara vez superan los 1.200 metros de altitud. La cordillera de Baekdudaegan corre a lo largo del lado oriental de la península, y los principales ríos de la península suelen fluir hacia el oeste o el sur desde las cabeceras de las montañas.

## Clima
El clima de la ecorregión es templado y generalmente húmedo. La precipitación media anual supera los 1.000 mm. Los veranos son húmedos y dos tercios de las precipitaciones anuales se producen entre junio y septiembre. Los meses de invierno suelen ser más secos, y el aire frío continental procedente del continente asiático aporta temperaturas bajo cero. El clima es más cálido y los inviernos más suaves en el sur, con temperaturas invernales más frías en el norte y a mayor altitud.

## Flora
La vegetación natural es el bosque caducifolio de hoja ancha. Las coníferas predominan en las zonas recientemente alteradas y a mayor altitud. Los árboles predominantes varían de sur a norte. En el sur más cálido, los árboles de hoja ancha comunes incluyen carpes ( Carpinus tschonoskii y Carpinus laxiflora ), arces ( Acer formosum y Acer palmatum ) y el roble Quercus acutissima, con el pino Pinus thunbergii y el bambú Phyllostachys. El pino y el bambú son comunes en áreas previamente despejadas.
En la parte norte de la ecorregión, los árboles comunes incluyen los robles Quercus mongolica y Quercus serrata, junto con Acer mono, abedul ( Betula ), carpe ( Carpinus ), Celtis sinensis, fresno coreano ( Fraxinus chinensis var. rhynchophylla ), nogal ( Juglans mandshurica ), Maackia amurensis, Platycarya strobilacea, Prunus padus, Pyrus ussuriensis, sauces ( Salix ) y olmos ( Ulmus ), junto con el abeto Abies holophylla . 

## Fauna
Los mamíferos nativos de la ecorregión incluyen el oso negro Ussuri (Ursus thibetanus ussuricus), el corzo siberiano (Capreolus pygargus), el ciervo de agua coreano (Hydropotes inermis argyropus), el tejón asiático (Meles leucurus), el gato leopardo (Prionailurus bengalensis), la marta de garganta amarilla (Martes flavigula), comadreja siberiana (Mustela sibirica) y campañol mandarín (Lasiopodomys mandarinus). 
En Corea del Sur se han registrado 379 especies de aves, de las cuales 114 son especies reproductoras y las demás son especies errantes, migratorias o visitantes invernales. Las aves residentes incluyen el pájaro carpintero de Tristram (Dryocopus javensis richardsi), hada pitta (Pitta nympha) y faisán de cuello anillado (Phasianus colchicus torquatus). 
La grulla coronirroja (Grus japonensis), en peligro de extinción, pasa el invierno en humedales costeros y de agua dulce y a lo largo de los ríos, y se reproduce en las marismas profundas de agua dulce de la ecorregión. La grulla nuquiblanca (Antígona vipio) pasa el invierno en la ecorregión. Ambas especies ahora se reproducen en la Zona Desmilitarizada.

## Conservación
Una evaluación de 2017 encontró que 5236 km², o el 2%, de la ecorregión se encuentra en áreas protegidas. Solo el 5% del área no protegida todavía está cubierta de bosques. Las áreas protegidas incluyen el parque nacional Bukhansan, el parque nacional Byeonsan-bando, el parque nacional Chiaksan, el parque nacional Deogyusan, el parque nacional Gayasan, el parque nacional Gyeryongsan, el  parque nacional Jirisan, elparque nacional Naejangsan, el parque nacional Sobaeksan, el parque nacional Songnisan y el parque nacional Woraksan. 
La Zona desmilitarizada de Corea atraviesa la península de Corea. Marca la línea del armisticio de 1953 que puso fin a la guerra de Corea, y desde entonces sirvió como frontera de facto entre Corea del Norte y Corea del Sur. La zona desmilitarizada tiene aproximadamente 4 kilómetros  de ancho. La zona está mayormente despoblada y el acceso civil está restringido. A lo largo de las décadas, los bosques y humedales dentro de la zona han regresado a su estado natural y se ha convertido en un refugio para la vida silvestre, incluidas las aves residentes y migratorias.